# 婚禮約會
《婚禮約會》（英語：The Wedding Date）是2005年上映的一部美国浪漫喜剧电影，由克莱尔·基尔纳执导，黛博拉·梅辛, 德蒙特·莫羅尼，和艾美·亞當斯主演。影片根据伊丽莎白·杨2002年的小说《自找麻烦》改编，讲述了一个单身女人雇了一个男伴在她姐姐的婚礼上冒充她的男朋友，以欺骗几年前抛弃她的前未婚夫的故事。影片于2005年2月4日上映，总票房达4,700万美元。